# Mustapha Carayol
Mustapha Carayol (Banjul, 4 de septiembre de 1988) es un futbolista gambiano que juega como mediocampista en el Wealdstone F. C. de la National League.

## Trayectoria
Carayol surgido de la cantera del Swindon Town, su debut en el primer equipo sería en el Milton Keynes Dons, en agosto de 2007 frente al Sheffield United por la League Cup.
El 13 de julio de 2008 fue contratado por el Torquay United. El 17 de septiembre de 2009 se unió al Kettering Town en un préstamo de emergencia por tres meses.
En mayo de 2010 se anunció que el Lincoln City había llegado a un acuerdo con el jugador, aunque algunos detalles tendrían que ajustarse para determinar la cantidad de compensación que el Lincoln debía pagarle al Torquay debido a que Carayol todavía estaba bajo la edad de 24 años. En agosto de ese año, se anunció que un acuerdo había sido alcanzado entre los dos clubes en donde el Lincoln debía pagar 35.000 £ en etapas de pagos más otras cláusulas.
El 17 de junio de 2011, Bristol Rovers firmó con Carayol un contrato por dos años por una suma no revelada. Sus actuaciones en el campeonato atrajeron la atención de clubes como el Barnsley que ya había hecho una oferta por él en enero de ese año, y había sido rechazada. En mayo de 2012, Bristol Rovers confirmó que habían rechazado una oferta de 6 cifras de un club anónimo por Carayol y habían abierto conversaciones con él para la ampliación de su contrato.
Carayol fichó por el Middlesbrough F. C. en un contrato por tres años el 1 de agosto de 2012, por una suma desconocida, haciendo su debut en la victoria por 2-1 frente al Bury. Después de perderse el inicio de la temporada el Middlesbrough, Carayol regresó en la segunda ronda de la Copa de la Liga contra el Gillingham el 28 de agosto de 2012, en el que anotó su primer gol para el club.
El 18 de marzo de 2014 se rompió el ligamento cruzado anterior contra AFC Bournemouth en un empate 0-0, lo que mantendría Carayol fuera por el resto de la temporada y también una gran parte de la temporada siguiente.
El 26 de marzo de 2015 firmó un contrato a préstamo con el Brighton & Hove Albion por el resto de la temporada para ganar ritmo de competición. El 27 de agosto de 2015, se unió al Huddersfield Town en un préstamo durante media temporada.
El 8 de enero de 2016 se unió al Leeds United hasta el final de la temporada. Marcó en su debut en el 9 de enero de 2016 contra el Rotherham United para ayudar a Leeds avanzar a la cuarta ronda de la FA Cup.

## Selección nacional
En 2015 fue convocado por la selección de Gambia e hizo su debut contra la selección de Uganda en un empate 1-1.

## Clubes
| Club                                    | País       | Año       |
| --------------------------------------- | ---------- | --------- |
| Milton Keynes Dons F. C.                | Inglaterra | 2007-2008 |
| Crawley Town F. C. (préstamo)           | Inglaterra | 2007-2008 |
| Torquay United F. C.                    | Inglaterra | 2008-2010 |
| Kettering Town F. C. (préstamo)         | Inglaterra | 2009      |
| Lincoln City F. C.                      | Inglaterra | 2010-2011 |
| Bristol Rovers F. C.                    | Inglaterra | 2011-2012 |
| Middlesbrough F. C.                     | Inglaterra | 2012-2016 |
| Brighton & Hove Albion F. C. (préstamo) | Inglaterra | 2015      |
| Huddersfield Town A. F. C. (préstamo)   | Inglaterra | 2015-2016 |
| Leeds United F. C. (préstamo)           | Inglaterra | 2016      |
| Nottingham Forest F. C.                 | Inglaterra | 2016-2018 |
| Ipswich Town F. C.                      | Inglaterra | 2018      |
| Apollon Limassol                        | Chipre     | 2018-2019 |
| Adana Demirspor                         | Turquía    | 2019-2020 |
| Gillingham F. C.                        | Inglaterra | 2021-2022 |
| Burton Albion F. C.                     | Inglaterra | 2022-2024 |
| Exeter City F. C.                       | Inglaterra | 2024-2025 |
| Wealdstone F. C.                        | Inglaterra | 2025-     |